# Kaple blahoslavené Panny Marie (Hřibojedy)
Kaple blahoslavené Panny Marie je římskokatolická kaple v Hřibojedech. Patří do farnosti Dvůr Králové nad Labem. Majitelem kaple je obec Hřibojedy.